# Josh Bayliss
Pour les articles homonymes, voir Bayliss.

a Compétitions nationales et continentales officielles uniquement.

b Matchs officiels uniquement.
Dernière mise à jour le 6 octobre 2023.
Josh Bayliss, né le 18 septembre 1997 à Tiverton (Angleterre), est un joueur international écossais de rugby à XV jouant au poste de troisième ligne aile ou troisième ligne centre avec Bath en Premiership.

## Biographie
Né à Tiverton, dans le Devon, il grandit en premier lieu en Indonésie, où son père travaille dans la production d'huile de palme, avant de revenir en Angleterre à l'âge de six ans. Il fréquente alors la Wellington School, puis Millfield (en), où il pratique de multiples sports, dont le cricket, le rugby, le hockey sur gazon ou encore le triple saut.

### Carrière en club
Bayliss apparaît pour la première fois avec Bath en novembre 2016 lors d'un match de Coupe anglo-galloise contre les Leicester Tigers. Lors de l'édition 2017-2018 de cette compétition, il dispute la finale, mais son équipe s'incline contre les Exeter Chiefs.
Durant la saison 2023-2024, il entre en jeu lors de la finale de Premiership perdue 25 à 21 contre les Northampton Saints,.

### Carrière internationale
En équipe d'Angleterre des moins de 20 ans, il prend part au Tournoi des Six Nations des moins de 20 ans 2017, réalisant le Grand Chelem. Plus tard dans l'année, il perd en finale du Championnat du monde junior contre la Nouvelle-Zélande.
Il est appelé pour la première fois avec l'Écosse pour le Tournoi des Six Nations 2021, étant éligible du fait de la nationalité de sa grand-mère, qui vient d'Aberdeen. Le 7 novembre 2021, il fait ses débuts internationaux en tant que remplaçant contre l'Australie. Une semaine plus tard, il est titulaire pour la première fois contre le Japon.
En juillet 2023, il est convoqué pour participer à la préparation de la Coupe du monde 2023. Il prend part à deux rencontres de préparation, il inscrit notamment son premier essai international contre l'Italie. Cependant, il ne fait finalement pas partie du groupe amené à disputer la compétition.
Au mois de janvier 2024, il est sélectionné pour le Tournoi des Six Nations.

## Palmarès

### En club
- Bath
  - Finaliste de la Coupe anglo-galloise en 2018
  - Finaliste du Championnat d'Angleterre en 2024
  - Vainqueur du Championnat d'Angleterre en 2025.

### En sélection nationale
- Angleterre -20
  - Vainqueur du Tournoi des Six Nations des moins de 20 ans en 2017 (Grand Chelem)
  - Finaliste du Championnat du monde junior en 2017